# 加哈乌拉斯台乡
加哈乌拉斯台乡，是中华人民共和国新疆维吾尔自治区伊犁哈萨克自治州尼勒克县下辖的一个乡镇级行政单位。

## 行政区划
加哈乌拉斯台乡下辖以下地区：
加哈乌拉斯台村、库斯仁村、胡吉尔台村、套乌拉斯台村、库克拜村和阔克阿尕什村。